# Edward Wyndham Tennant
Edward Wyndham Tennant (1. července 1897, Wiltshire, Anglie – 22. září 1916, Amiens, Francie) byl anglický básník zabitý v bitvě na Sommě.

## Životopis
Byl synem Edwarda Tennanta, který se stal Lordem Glenconnerem v roce 1911, a spisovatelky Pamely Wyndhamové , provdané lady Glenconner, pozdější manželky Edwarda Graye, 1. vikomta Graye z Fallodonu. Jeho mladší bratři byli výstřední Stephen Tennant a David Tennant, zakladatel klubu Gargoyle v londýnské čtvrti Soho.
Narodil se ve Stockton House ve Stocktonu ve Wiltshiru, který si jeho otec pronajal od generálmajora A. G. Yeatmana-Biggse Edward Tennant získal vzdělání na Winchester College. V sedmnácti odešel ze školy a v prvních týdnech první světové války se připojil ke gardě britských granátníků.
Tennant byl znám přátelům a rodině jako Bim, ale původ této přezdívky není znám. Říkalo se, že byl před svou smrtí zasnoubený s Nancy Cunardovou, ale spolehlivý zdroj Colin Tennant, 3. baron Glenconner, odpověděl na tento dotaz písemně: uvedl, že tato informace je mylná a Lois Gordonová, životopiskyně Nancy Cunardové, ve svém rozsáhlém výzkumu nikdy nenarazila na žádný náznak pravdivosti takového tvrzení.
Edward Tennant je pohřben na vojenském hřbitově v obci Guillemont, blízko místa posledního odpočinku jeho dobrého přítele Raymonda Asquitha, syna premiéra Spojeného království Herberta Asquitha, který padl v boji o týden dříve.